# Santo Amaro (Sao Tomé-et-Principe)
Pour les articles homonymes, voir Santo Amaro.
Santo Amaro est une localité de Sao Tomé-et-Principe située au nord-est de l'île de Sao Tomé, dans le district de Lobata.

## Climat
Santo Amaro est doté d'un climat tropical de type As selon la classification de Köppen, avec une température moyenne annuelle de 25,1 °C.

## Population
Lors du recensement de 2012, 1 063 habitants y ont été dénombrés.

## Économie
En 2017 une nouvelle centrale thermoélectrique, Santo Amaro 2, a été implantée sur le terrain de Santo Amaro 1, avec une capacité installée de 6 mégawatts.